# 早川聖来
早川 聖来（はやかわ せいら、2000年〈平成12年〉8月24日 - ）は、日本の元アイドル、元女優であり、女性アイドルグループ乃木坂46の元メンバーである。大阪府出身。

## 来歴
5歳から18歳まで、クラシックバレエを習っていた。中学生時代には、バレエを続けるために、活動の負担が少ない英語部に所属していたこともある。バレエは乃木坂46加入後も継続しており、暇を見つけては教室に足を運ぶようにしている。
小学3年生から中学2年生までの毎年夏は、地元の子どもたちを集めて主催された市民ミュージカルに出演していた。
高校はキリスト教色の強い女子校で、毎朝礼拝をして聖書を開き、賛美歌を歌うことが日課となっていた。自主性を重んじる校風で、学校行事をするにしても教員は見守るだけで、生徒が何から何まで考え、行動していくような学校だった。当時、アイドルに対しては「流行りだから知ってる」程度の興味しかなかったが、友達に誘われて「制服のマネキン」や「サイレントマジョリティー」「不協和音」などを学校のイベントで踊っていた。
2018年（平成30年）、高校3年生の時に大学進学に向けて準備をしていたところ、乃木坂46のファンだった兄の勧めで『坂道合同新規メンバー募集オーディション』に応募し、同年8月19日に合格。同年11月29日、乃木坂46への配属が発表された。同年12月1日にはプロフィールなどの情報が公開された。同年12月3日に「乃木坂46 4期生お見立て会」で乃木坂46の4期生としてお披露目された。
2019年（令和元年）10月、『ミュージカル『美少女戦士セーラームーン』2019』に火野レイ／セーラーマーズ役で出演。
2020年（令和2年）3月、dTV（現Lemino）オリジナルドラマ『サムのこと』にアリ役で出演。同年4月、単独出演は自身初となる舞台『スマホを落としただけなのに』にヒロインである稲葉麻美役で出演。同年10月、即興ミュージカル『あなたと作る〜etude The 美4』に出演。
2021年（令和3年）3月、ひかりTVオリジナルドラマ『ボーダレス』に市原叶音役で出演。同年6月、2020年3月から4月にかけて上演予定だったが、新型コロナウイルス感染症の影響で千秋楽を迎える前に中止となった舞台『スマホを落としただけなのに』のアンコール上演に、続投となるヒロイン・稲葉麻美役で出演。同年4月19日未明放送の『乃木坂工事中』（テレビ愛知）において、同年6月9日発売のシングル「ごめんねFingers crossed」に初めて選抜入りを果たし、その直後に佐藤満春がパーソナリティーを務める『佐藤満春のあなたの話、聴かせてください』へリモート出演を果たし、選抜入りの喜びなどを伝えた。
2022年（令和4年）7月10日、体調不良のため芸能活動を休止することを発表。同月19日からの『真夏の全国ツアー2022』は全公演休演となった。同年10月2日、『らじらー!』（NHKラジオ第1）に生出演し、活動を再開。同日のブログで復帰を報告した。
2023年（令和5年）2月14日、自身のInstagramアカウントを開設。
同年5月21日、振付師でライブ演出家のSEIGOがメンバーに対して「死ね」「ブス」「お前一人いなくてもいい」などと過激な発言をしていると『らじらー!サンデー』（NHKラジオ第1）の生放送中に告白した。告白を受け、乃木坂46の所属事務所はSEIGO本人及びスタッフ・メンバーに聞き取り調査を行った。5月23日にその結果を報告し、SEIGOの言動や指導において一部行き過ぎた点があったことを認め、SEIGOの降板を発表した。
同年6月16日、自身のブログで、8月末を目処にグループから卒業し芸能界も引退すると発表した。7月13日の『真夏の全国ツアー2023』大阪公演で、卒業セレモニーが行われた。23歳の誕生日の8月24日をもって乃木坂46を卒業し、芸能界を引退。8月29日に卒業記念写真集『また、いつか』（幻冬舎）が発売。9月22日、乃木坂46公式ブログが閉鎖された。

## 人物
愛称は、せ〜ら、せーたん。名前の由来は、『小公女セーラ』の主人公セーラ・クルーから。もともと「星来」という字になる予定だったが、画数が悪かったため、「聖来」の字が当てられた。自分の性格を一言で言うと「社交的なネガティブ思考」。尊敬している人は母親と祖母。座右の銘は「失敗はしても後悔はするな」。
中学生までは、将来「ファーストフード店のポテトを入れる人」になるのが夢だった。
ライブのコールは「せいら」。サイリウムカラーは青×青である。

### 嗜好
好きな食べ物はたこ焼き、煮魚、焼き魚。苦手な食べ物は鰻、パクチー。好きな色は青。好きな季節は初夏。好きな漫画・アニメは『進撃の巨人』。好きな映画は『コクリコ坂から』。好きな有名人は、シンガーソングライターの坂口有望で、人生で最初に買ったCDは彼女の作品である。連続テレビ小説のファンで特に好きな作品は『おひさま』『カーネーション』『あさが来た』『ひよっこ』。カラオケの十八番は「波乗りジョニー」。

### 趣味
趣味は園芸。
2020年6月からアップルミントの「わかめちゃん」を育てていたほか、同年9月からはサフランの「さくちゃん」などを育てている。

### 特技
特技は足の指を自由に動かすこと、バレエ。軟体で通常のY字バランスよりも大きく脚を上げるI字バランスができる。

### 乃木坂46
憧れの先輩メンバーは西野七瀬、生田絵梨花。彼女にしたいメンバーは樋口日奈。先輩の久保史緒里、同期の田村真佑とは自他共に認める大の仲良し。
乃木坂46で好きな楽曲は「シンクロニシティ」、「I see...」。パフォーマンスをしていて好きな曲は「インフルエンサー」。

## 作品

### シングル
乃木坂46
- 4番目の光（2019年5月29日、SRCL-11192/3） - EAN 4547366406719。
- 図書室の君へ（2019年9月4日、SRCL-11262/3） - EAN 4547366418576。
- I see...（2020年3月25日、SRCL-11466/7） - EAN 4547366444230。
- 世界中の隣人よ（2020年5月25日）[49]
- Out of the blue（2021年1月27日、SRCL-11686/7） - EAN 4547366487282。
- ごめんねFingers crossed（2021年6月9日、SRCL-11836/44） - EAN 4547366507270。
- 猫舌カモミールティー（2021年6月9日、SRCL-11844）- EAN 4547366507300。
- 君に叱られた（2021年9月22日、SRCL-11880/8） - EAN 4547366522303。
- もしも心が透明なら（2021年9月22日、SRCL-11882/3） - EAN 4547366522310。
- 他人のそら似（2021年9月22日、SRCL-11888） - EAN 4547366522334。
- 最後のTight Hug（2021年11月5日）[50]
- Actually...（2022年3月23日、SRCL-12100/8） - EAN 4547366549058。
- 深読み（2022年3月23日、SRCL-12100/8） - EAN 4547366549058。
- 好きになってみた（2022年3月23日、SRCL-12108） - EAN 4547366549089。
- ここにはないもの（2022年12月7日、SRCL-12330/8） - EAN 4547366590166。
- 人は夢を二度見る（2023年3月29日、SRCL-12480/8） - EAN 4547366607307。
- 僕たちのサヨナラ（2023年3月29日、SRCL-12480/8） - EAN 4547366607307。

### アルバム
乃木坂46
- 今が思い出になるまで（2019年4月17日、SRCL-11140/7） - EAN 4547366401325。
- Time flies（2021年12月15日、SRCL-12020/30） - EAN 4547366534184。

### 映像作品
- いつのまにか、ここにいる Documentary of 乃木坂46（2019年12月25日） - EAN 4988104123695。
- 乃木坂46 7th YEAR BIRTHDAY LIVE 2019.2.21-24 KYOCERA DOME OSAKA（2020年2月5日） - EAN 4547366438956。
- 乃木坂どこへ 第1巻（2020年3月6日） - EAN 4988021717984, EAN 4988021140058。
- ミュージカル「美少女戦士セーラームーン」2019（2020年4月11日） - EAN 4573478602794。
- 乃木坂どこへ 第2巻（2020年8月7日） - EAN 4988021718141, EAN 4988021140317。
- 乃木坂46 8th YEAR BIRTHDAY LIVE 2020.2.21-24 NAGOYA DOME（2020年12月23日） - EAN 4547366482812。
- ノギザカスキッツ 第1巻（2021年1月8日） - EAN 4988021718264, EAN 4988021140508。
- NOGIZAKA46 Mai Shiraishi Graduation Concert 〜Always beside you〜（2021年3月10日） - EAN 4547366491104。
- ノギザカスキッツ 第2巻（2021年4月2日） - EAN 4988021718271, EAN 4988021140515。
- ノギザカスキッツACT2 第1巻（2021年7月30日） - EAN 4988021718608, EAN 4988021140829。
- ノギザカスキッツACT2 第2巻（2021年10月22日） - EAN 4988021718615, EAN 4988021140836。
- 乃木坂スター誕生! 第1巻（2022年1月14日） - EAN 4988021718738, EAN 4988021140980。
- 乃木坂スター誕生! 第2巻（2022年4月22日） - EAN 4988021718745, EAN 4988021140997。
- 乃木坂46 9th YEAR BIRTHDAY LIVE 5DAYS（2022年6月8日） - EAN 4547366541441, EAN 4547366541465。
- 乃木坂スター誕生!2 第1巻（2022年7月22日） - EAN 4988021718974, EAN 4988021141550。
- 乃木坂スター誕生!2 第2巻（2022年10月28日） - EAN 4988021718981, EAN 4988021141567。
- 乃木坂46 真夏の全国ツアー2021 FINAL! IN TOKYO DOME（2022年11月16日） - EAN 4547366576009, EAN 4547366576016。
- 乃木坂46 10th YEAR BIRTHDAY LIVE（2023年2月22日） - EAN 4547366594324, EAN 4547366594447。
- さ〜ゆ〜Ready?さゆりんご軍団ライブ/松村沙友理 卒業コンサート（2023年4月26日）[51]
- 生田絵梨花 卒業コンサート（2023年4月26日）[51]
- NOGIZAKA46 ASUKA SAITO GRADUATION CONCERT（2023年10月25日） - EAN 4547366631012, EAN 4547366631098。
- 乃木坂46 11th YEAR BIRTHDAY LIVE 5DAYS（2024年2月21日） - EAN 4547366660128, EAN 4547366660135。

## 出演

### ラジオ
- ザ・ヒットスタジオ（水）（2020年8月13日〈12日深夜〉 - 2021年9月30日、毎日放送）水曜日レギュラー[52]
- KYOCERA TECHNOROGY COLLEGE（2020年10月9日 - 、J-WAVE）レギュラー聴講生[注 5]（『INNOVATION WORLD』内）[53]
- らじらー! サンデー（2021年9月26日 - 2023年8月20日、NHKラジオ第一）アシスタントMC[54][注 6]

### 舞台
- ミュージカル「美少女戦士セーラームーン」2019（2019年10月10日 - 14日、日本：TOKYTO DOME CITY HALL / 11月22日 - 24日、中国：美琪大戯院）火野レイ / セーラーマーズ 役[16]
- スマホを落としただけなのに 稲葉麻美 役
  - 2020年（3月20日 - 4月5日、東京：紀伊國屋サザンシアターTAKASHIMAYA / 4月18日 - 19日、大阪：松下IMPホール）[18]
  - 2021年（6月4日 - 6日、大阪：松下IMPホール / 6月9日 - 14日、東京：日本青年館ホール）[21][22]
- 即興ミュージカル『あなたと作る〜etude The 美4』（2020年10月24日、無観客配信）[注 7]
- 朗読劇「女優探偵」〜ロミオとジュリエット殺人事件〜（2022年3月1日、無観客生配信）主演・速水聖奈 役（田村真佑（乃木坂46）とのダブル主演）[55]
- CROSS ROAD〜悪魔のヴァイオリニスト パガニーニ〜（2022年6月7日 - 23日、日比谷シアタークリエ）アーシャ 役[56][注 8]
- 朗読劇「したいとか、したくないとかの話じゃない」（2023年4月20日 - 23日 俳優座劇場）劇中オリジナルドラマ出演

### ネット配信
- dTVオリジナルドラマ『サムのこと』（2020年3月20日 - 28日、dTV）アリ 役[17]。
- ひかりTVオリジナルドラマ『ボーダレス』（2021年3月7日 - 5月9日、ひかりTV・ひかりTV for docomo・dTVチャンネル）市原叶音 役[20]
- 朗読劇「女優探偵」〜ロミオとジュリエット殺人事件〜（2022年3月1日、Streaming+配信〈1週間のアーカイブあり〉）速水聖奈 役[59]
- アクトレス（2023年4月14日 - 6月2日、Lemino・ひかりTV）市原叶音 役[60]

## 書籍

### 写真集
- また、いつか（2023年8月29日、幻冬舎）[40]ISBN 978-4-344-04158-5